# Stanisław Skawiński
Stanisław Bronisław Skawiński (ur. 27 marca 1880 w Petersburgu, zm. 26 grudnia 1968 w Warszawie) – polski inżynier kolejowy, profesor Politechniki Warszawskiej.

## Życie
Urodził się w rodzinie urzędniczej, był synem ekspedytora przy komorze celnej w Petersburgu - Ryszarda (1832–1912) i Julii ze Sznuków (1846–1925). Ukończył ze złotym medalem V gimnazjum klasyczne w Petersburgu (1898). Studiował kolejnictwo w Instytucie Inżynierów Komunikacji w Petersburgu, i tam jako prymus w 1903 otrzymał dyplom inżynierski. Początkowo pracował na rzecz magistratu Petersburga projektując urządzenia torowe  dla tramwajów elektrycznych (1903–1904). Następnie był zatrudniony przy projektowaniu, budowie i eksploatacji linii kolejowych: Perm-Jekaterynburg-Kurgan (1904–1909), Armawir-Tuapse na Kaukazie (1910–1912), Zachodnio-Uralskiej (1912–1915), Psków-Narwa i Ługa-Nowogród (1916–1918). Dla potrzeb tych kolei projektował i budował też mosty, stacje i wodociągi, a także lokomotywy parowe.
Do Polski przyjechał w październiku 1918. Początkowo pracował w Komisji do Spraw Przebudowy Węzła Warszawskiego Kolejowego (1918–1919). Od lipca 1919 do stycznia 1927 pracował w Dyrekcji Budowy Kolei Państwowych w Warszawie, gdzie był zastępcą szefa Biura Projektów, a następnie zastępcą naczelnika Wydziału Technicznego. Podczas wojny polsko-bolszewickiej służył jako ochotnik w Wojsku Polskim (lipiec-listopad 1920). W 1927 przeszedł do nowo utworzonego Biura Projektów i Studiów PKP, gdzie był kolejno kierownikiem działu technicznego (1927–1929), radcą (1929–1931) i zastępcą naczelnika. W Biurze tym brał udział w projektowaniu wielu nowych linii kolejowych m.in. Kutno-Strzałkowo, Nasielsk-Sierpc, Sierpc-Brodnica, a także stacji i węzłów kolejowych, m.in.: Warszawa Zachodnia, Centralna, Wschodnia, Szczęśliwice, Łódź, Wilno, Kraków, Kutno, Białystok, Siedlce i Sandomierz.
Równocześnie był wykładowcą i pracownikiem Politechniki Warszawskiej, Był starszym asystentem w kierowanej przez Aleksandra Wasiutyńskiego Katedrze Budowy Dróg Żelaznych. W latach 1919–1934 prowadził zajęcia z budowy i eksploatacji kolei, a w roku akademickim 1922/1923 wykładał podstawy kolejnictwa na Wydziale Mechanicznym. Współpracował także z Akademią Nauk Technicznych, gdzie był sekretarzem Komisji Słownictwa Technicznego. W 1939 został członkiem Komisji Językowej Ministerstwa Komunikacji.
Po wybuchu II wojny światowej ewakuowany do Równego, powrócił do Warszawy w październiku 1939. Podczas okupacji niemieckiej pracował jako kasjer  w  Przedsiębiorstwie Robót Inżynieryjnych inżyniera Jerzego Marynowskiego. Wybuch powstania warszawskiego 1944 r. zastał go w Krakowie.
W lutym 1945 zgłosił się do Ministerstwa Komunikacji, w którym w kwietniu tego roku został zastępcą naczelnika Biura Planowania i szefem Wydziału Projektowania Linii i Stacji. Od kwietnia 1946 był wicedyrektorem PKP odpowiedzialnym za całość prac projektowych i studialnych związanych z odbudową linii, stacji i węzłów sieci PKP oraz odtworzenie zniszczonej dokumentacji węzła warszawskiego,
W październiku 1946 przeszedł do pracy na Politechnice Warszawskiej, na której od lata 1945 prowadził wykłady zlecone. W latach 1946–1948 był profesorem zwyczajnym na Wydziale Inżynierii a od 1949 na Wydziale Ruchu Kolejowego. Na Politechnice kierował Katedrą Budowy Kolei (1949–1958) oraz był zastępcą dyrektora Inżynierskiego Kursu Ruchu Kolejowego (1847–1848). W swych badaniach S. zajął się analizą pracy stacji, projektowaniem górek rozrządowych, prawidłowym rozwiązywaniem głowic torowych w oparciu o «dynamikę staczania» w przystosowaniu do warunków polskich. Badania te stały się podstawą mechanizacji i automatyzacji układów stacji rozrządowych. Wyniki swych prac ogłaszał na łamach „Inżyniera Kolejowego” przed wojną, a po wojnie w „Przeglądzie Kolejowym” i „Problemach Kolejnictwa”. Był autorem kilku podręczników i skryptów. Po przejściu na Politechnikę nadal współpracował z Ministerstwem Komunikacji jako członek Rady Technicznej (1946–1950), a następnie był doradcą Rady Komunikacyjnej. W 1959 przeszedł na emeryturę.
Od 1910 był mężem Marii z Miniewskich (1894–1929), dzieci nie mieli.
Zmarł w Warszawie, pochowany na cmentarzu Powązkowskim (kwatera 214-4-2).

## Publikacje
- Skrócony sposób obliczania czasu przebiegu i rozchodu wody między stacjami, „Inżynier Kolejowy”.
- Przebudowa Warszawskiego Węzła Kolejowego (1928).
- Warszawska linia średnicowa, „Przegląd Techniczny” 1945 nr 14, 1946 nr l.
- Budowa kolei t. 1-3 Warszawa 1949–1953.
- Mechanizacja pracy stacji rozrządowej, Warszawa 1952.
- Stacje kolejowe, Warszawa 1958.
- Wykreślne sposoby sprawdzania zdolności przepustowej stacji, „Przegląd Kolejowy” 1951.
- O układach torów głównych na stacjach krzyżowych, „Przegląd Kolejowy” 1958.
- Praca rozrządowa bez lokomotywy na torach o ciągłym spadku, „Przegląd Kolejowy” 1959.
- Ogólny układ stacji rozrządowej z przetaczaniem wagonów po torach o ciągłym spadku, „Przegląd Kolejowy” 1960.

## Ordery i odznaczenia
- Krzyż Oficerski Orderu Odrodzenia Polski (1956)[2]
- Order Odrodzenia Polski (1933)[2]
- Złoty Krzyż Zasługi (20 lipca 1946)[6]
- Medal 10-lecia Polski Ludowej (19 stycznia 1955)[7]